# 摩根·西普雷斯
摩根·西普雷斯（法語：Morgan Ciprès，1991年4月24日—）生于塞纳-马恩省默伦，是一名法国男子花样滑冰运动员，主攻双人滑。他于1995年开始练习滑冰。他原本主攻单人滑，在2004年时首次参加青年大奖赛。2010年9月，他转攻双人滑，开始与瓦内萨·詹姆斯搭档。根据詹姆斯回忆，由于此前西普雷斯并未接触过双人滑，两人刚搭档时，当他撑举詹姆斯时，他都会表现得很紧张。